# Аргантоний
Аргантоний (др.-греч. Ἀργανθώνιος) — царь древнего города-государства Тартесс, правивший в 630—550 годах до н. э.

## Сведения о жизни
Согласно Геродоту, Аргантоний стал царём в сорокалетнем возрасте и правил 80 лет, согласно поэту Анакреонту, царь правил 150 лет. У Аргантония сложились дружественные отношения с фокейцами, первыми греками, приплывшими к берегам Иберии. Он даже предложил фокейцам переселиться в его страну, узнав, что фокейцы ведут войну с Лидией. Греки отказались, тогда Аргантоний оплатил постройку стен вокруг Фокеи.
Имя Аргантония включает индоевропейский корень *arģ-, который связывают с серебром и деньгами. Похожее слово встречается на монетах из северной Галлии — Аргантоданос: его обычно переводят как казначей. Исходя из невероятно длинного срока жизни Аргантония, учёные считают, что было несколько царей с этим именем, или что это название титула правителя Тартесса. Есть версия, что Аргантоний изображён на Тарсийской маске.